# Étel
Étel (An Intel på bretonska) är en kommun i departementet Morbihan i Bretagne, nordvästra Frankrike. Invånare i Étel kallas på franska Étellois.  År 2022 hade Étel 2 058 invånare.

## Befolkningsutveckling
Antalet invånare i kommunen Étel
| Referens: INSEE |